# 耶律阿不里
耶律阿不里（？—949年），为契丹（遼朝）皇族，辽太祖长子耶律倍之女。《遼史》公主表没有记载她。
萧翰尚辽世宗之妹阿不里。天禄二年（948年）春正月，萧翰与耶律天德谋反，下狱。再勾结惕隐耶律刘哥及其弟耶律盆都作乱，耶律石剌告知耶律屋质，耶律屋质入奏辽世宗，萧翰等不伏。辽世宗不想揭发其事，耶律屋质以为不可，于是诏命耶律屋质调查。萧翰伏罪，辽世宗最后把他放了。天禄三年（949年）春正月，萧翰又和与公主写信勾结明王耶律安端反，耶律屋质得信上奏，萧翰被处死。阿不里瘐死狱中。  

## 传記資料
- 《遼史》第五卷 世宗本纪
- 《遼史》第一百一十三卷 列传第四十三 逆臣中 萧翰